# Microgale longicaudata
Microgale longicaudata é uma espécie de mamífero da família Tenrecidae, endêmica de Madagascar.